# 库尔莱巴尔
库尔莱巴尔（法語：Cours-les-Barres，法語發音：[kuʁ le baʁ]）是法国谢尔省的一个市镇，属于圣阿芒蒙龙区。

## 地理
库尔莱巴尔（47°1'29"N, 3°1'53"E）面积21.16 平方千米，位于法国中央-卢瓦尔河谷大区谢尔省，该省份为法国中部省份，北起卢瓦雷省，西接卢瓦-谢尔省和安德尔省，南至克勒兹省，东南接阿列省，东临涅夫勒省。
与库尔莱巴尔接壤的市镇（或旧市镇、城区）包括：屈菲、欧布瓦河畔茹埃、托尔特龙、富尔尚博、加尔希济、卢瓦尔河畔热尔米尼、马尔济。

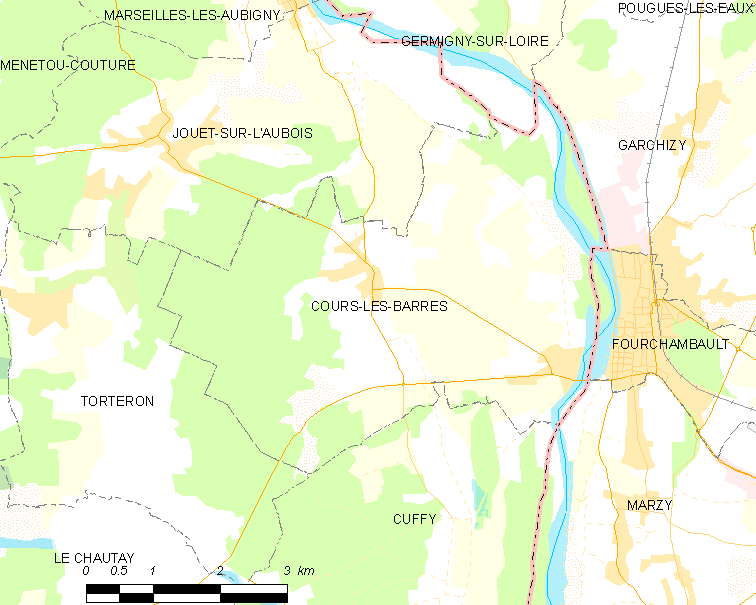
库尔莱巴尔的OSM定位图

库尔莱巴尔的时区为UTC+01:00、UTC+02:00（夏令时）。

## 行政
库尔莱巴尔的邮政编码为18320，INSEE市镇编码为18075。

## 政治
库尔莱巴尔所属的省级选区为欧布瓦河畔拉盖尔什县。

## 人口

1962-2008年间库尔莱巴尔人口变化图示

库尔莱巴尔于2022年1月1日时的人口数量为1030人。